# The Irish Rovers
The Irish Rovers es un grupo de música tradicional irlandesa formado en Toronto, Canadá, en 1963. Reciben su nombre de la canción tradicional «The Irish Rover».
Son conocidos por sus series en la televisión internacional, contribuyendo a la popularización de la música irlandesa en Estados Unidos y Canadá, así como de canciones como «The Unicorn», «Drunken Sailor», «Wasn't That a Party», «The Orange and the Green», «Whiskey on a Sunday», «Lily the Pink» y «The Black Velvet Band».

## Historia

### Orígenes
Los hermanos George y Will Millar nacieron en Ballymena, condado de Antrim, Irlanda del Norte. Los niños crecieron en un ambiente musical: su padre Bob fue acordeonista para varias bandas a lo largo de los años. Su primo Joe Millar, que también cantaba, participó en las fiestas familiares en la cocina tocando el acordeón y la armónica. Además, George y Will actuaron durante su infancia con su hermana, Sandra Beech, como The Millar Kids en Irlanda, antes de que la familia emigrara a Canadá.

### Primeros años
En 1963, George Millar conoció a su compatriota Jimmy Ferguson en una función irlandesa en Toronto. Cantaron juntos hasta el amanecer y fundaron entonces The Irish Rovers, tomando el nombre de la canción homónima. Reclutaron al primo de George, Joe, y poco después a su otro hermano, Will Millar. El ejecutivo de Decca Records Charles Dant les escuchó en directo mientras tocaban en locales de Estados Unidos y Canadá. Decidió que la calidad de su música era suficiente como para grabarles un disco, que sería un directo. Así surgió The First of the Irish Rovers.

### «The unicorn»
El éxito de su primer disco fue suficiente como para permitirles grabar algo más, para sorpresa de la banda, cuyo repertorio estaba todo grabado en el primer álbum. Fue entonces cuando Will Millar propuso la canción «The unicorn», compuesta por Shel Silverstein. Grabaron la canción como sencillo y se posicionó en la séptima posición de la lista Billboard Hot 100, un logro extraordinario para el momento.
Tras el éxito de sus primeras grabaciones, incorporaron al acordeonista Wilcil McDowell. Por otra parte, dada la inspiración infantil de «The unicorn», empezaron a acudir niños y jóvenes a los conciertos de The Irish Rovers, lo que les obligó a modificar el tono humorístico y obsceno de sus primeros temas. El crecimiento de la audiencia y el abandono de las temáticas relacionadas con la bebida obligaron al grupo a inmiscuirse seriamente en la música tradicional irlandesa para poder obtener nuevo material que grabar. Otra de las características de la banda por esta época es que no mencionaban temas de actualidad. Concebían el grupo como un proyecto de entretenimiento, por lo que obviaron mencionar temas como la guerra de Vietnam o la escalada de violencia en Irlanda del Norte durante aquella época, lugar del que los músicos procedían. Lo más cerca que estuvieron de escribir alguna canción con mensaje político fue «The Orange and the Green», adaptada de la melodía tradicional de «The Rising of the Moon».

### Estabilidad
La alineación de los Rovers fue sorprendentemente estable a lo largo de los años, ya que aprovecharon el éxito de «The unicorn» durante los años 70 y más allá. En ese momento, habían surgido también otros grupos folclóricos irlandeses más serios y eruditos, como The Chieftains, aunque The Irish Rovers mantuvo su base de oyentes. En 1980, firmaron con la división Epic & Affiliated Labels de Columbia Records y lanzaron su música en el sello Cleveland International. Además, cambiaron su nombre por el de Rovers, con el cual tuvieron un cierto éxito. Pero las protestas de los fanáticos de ascendencia gaélica obligaron a restaurar su nombre original.

### Últimos años
Will Millar se retiró en 1995 y su primo Joe abandonó el grupo diez años después. Jimmy Ferguson falleció repentinamente en 1997. Aun así, el grupo perdura en la actualidad en torno a George Millar y Wilcil McDowel. En los últimos años ha grabado para su propio sello, Rover Records.

## Miembros

### Actuales
- George Millar – Voz, guitarra, bouzouki (1963–presente)
- Wilcil McDowell – Acordeón (1968–presente, retirado de las giras desde 2018)
- Sean O'Driscoll – Mandolin, banjo, bouzouki, guitarra, voz (1997–presente)
- Ian Millar – Voz, bajo, guitarra (2005–presente)
- Fred Graham – Percusión, bodhrán, voz (2007–presente)
- Geoffrey Kelly – Flauta irlandesa, flauta, gaita irlandesa, voz (2008–presente)
- Morris Crum – Acordeón, teclados, voz (2012–presente)
- Gerry O'Connor – Violín (2013–presente)
- Davey Walker – Teclado, voz (2019–presente)

### Antiguos miembros
- Will Millar – Voz, guitarra, banjo, mandolina, flauta irlandesa (1964–1994)
- Jimmy Ferguson – Voz (1963–1997; fallecido en 1997)
- Joe Millar – Voz, acordeón, armónica, bajo (1963–1968, 1969–2005)
- Kevin McKeown – Percusión, bodhrán, voz (1984–2008)
- John Reynolds – Voz, guitarra, armónica (1986–2012)
- Wallace Hood – Mandolina, bouzouki, banjo, guitarra, flauta irlandesa (1995–2005)
- Paul Lawton – Percusión, bodhrán (2002–2005)

## Discografía

### Álbumes
| Año  | Álbum                                       | Posiciones en listas | Posiciones en listas | Posiciones en listas | Posiciones en listas | Posiciones en listas |
| Año  | Álbum                                       | CAN                  | CAN Country          | Billboard 200        | Estados Unidos       | US World             |
| ---- | ------------------------------------------- | -------------------- | -------------------- | -------------------- | -------------------- | -------------------- |
| 1966 | The First of the Irish Rovers               | —                    | —                    | —                    | —                    | —                    |
| 1967 | The Unicorn                                 | —                    | —                    | 24                   | —                    | —                    |
| 1968 | All Hung Up                                 | —                    | —                    | 119                  | —                    | —                    |
| 1969 | The Life of the Rover                       | —                    | —                    | —                    | —                    | —                    |
| 1969 | Tales to Warm Your Mind                     | —                    | —                    | 182                  | —                    | —                    |
| 1971 | On the Shores of Americay                   | 73                   | —                    | —                    | —                    | —                    |
| 1972 | The Best of the Irish Rovers                | —                    | —                    | —                    | —                    | —                    |
| 1972 | The Irish Rovers Live                       | —                    | —                    | —                    | —                    | —                    |
| 1973 | Emigrate! Emigrate!                         | —                    | —                    | —                    | —                    | —                    |
| 1974 | Greatest Hits                               | —                    | —                    | —                    | —                    | —                    |
| 1976 | Children of the Unicorn                     | —                    | —                    | —                    | —                    | —                    |
| 1976 | The Irish Rovers in Australia               | —                    | —                    | —                    | —                    | —                    |
| 1979 | Tall Ships and Salty Dogs                   | —                    | —                    | —                    | —                    | —                    |
| 1980 | The Rovers                                  | 26                   | 1                    | —                    | —                    | —                    |
| 1980 | Wasn't That a Party                         | —                    | —                    | 157                  | 38                   | —                    |
| 1981 | No More Bread and Butter                    | —                    | —                    | —                    | —                    | —                    |
| 1982 | Party Album                                 | —                    | —                    | —                    | —                    | —                    |
| 1982 | Pain in My Past                             | —                    | —                    | —                    | —                    | —                    |
| 1982 | It Was a Night Like This                    | —                    | —                    | —                    | —                    | —                    |
| 1984 | Twentieth Anniversary                       | —                    | —                    | —                    | —                    | —                    |
| 1985 | Party with the Rovers                       | —                    | —                    | —                    | —                    | —                    |
| 1989 | Hardstuff                                   | 67                   | —                    | —                    | —                    | —                    |
| 1989 | Silver Anniversary                          | —                    | —                    | —                    | —                    | —                    |
| 1992 | The Boys Come Rolling Home                  | —                    | —                    | —                    | —                    | —                    |
| 1993 | Years May Come, Years May Go                | —                    | —                    | —                    | —                    | —                    |
| 1994 | Celebrate! The First 30 Years               | —                    | —                    | —                    | —                    | —                    |
| 1995 | Celtic Collection: The Next Thirty Years    | —                    | —                    | —                    | —                    | —                    |
| 1996 | The Irish Rovers' Gems                      | —                    | —                    | —                    | —                    | —                    |
| 1998 | Come Fill Up Your Glasses                   | —                    | —                    | —                    | —                    | —                    |
| 1999 | Best of the Irish Rovers                    | 93                   | —                    | —                    | —                    | 14                   |
| 1999 | Songs of Christmas                          | —                    | —                    | —                    | —                    | —                    |
| 2000 | Down by the Lagan Side                      | —                    | —                    | —                    | —                    | —                    |
| 2002 | Another Round                               | —                    | —                    | —                    | —                    | —                    |
| 2003 | Live in Concert                             | —                    | —                    | —                    | —                    | —                    |
| 2005 | 40 Years a-Rovin'                           | —                    | —                    | —                    | —                    | —                    |
| 2007 | Still Rovin' After All These Years          | —                    | —                    | —                    | —                    | —                    |
| 2010 | Gracehill Fair                              | —                    | —                    | —                    | —                    | —                    |
| 2011 | Home in Ireland                             | —                    | —                    | —                    | —                    | 11                   |
| 2011 | Merry Merry Time of Year                    | —                    | —                    | —                    | —                    | —                    |
| 2012 | Drunken Sailor                              | —                    | —                    | —                    | —                    | —                    |
| 2014 | 50 Years                                    | —                    | —                    | —                    | —                    | —                    |
| 2015 | Songs for the Wee Folk                      | —                    | —                    | —                    | —                    | —                    |
| 2016 | 50th Anniversary, LIVE on St. Patrick's Day | —                    | —                    | —                    | —                    | —                    |
| 2017 | The Unicorn, The Continuing Story           | —                    | —                    | —                    | —                    | —                    |
| 2019 | Up Among the Heather, The Scottish Album    | —                    | —                    | —                    | —                    | —                    |
| 2020 | Saints And Sinners                          | —                    | —                    | —                    | —                    | —                    |

### Sencillos
| Year | Single                                         | Chart Positions | Chart Positions | Chart Positions | Chart Positions | Chart Positions | Chart Positions | Chart Positions |
| Year | Single                                         | CAN             | CAN AC          | CAN Country     | AUS             | IRL             | EEUU            | US AC           |
| ---- | ---------------------------------------------- | --------------- | --------------- | --------------- | --------------- | --------------- | --------------- | --------------- |
| 1967 | "Orange & Green"                               | —               | —               | —               | —               | —               | —               | —               |
| 1968 | "The Unicorn"                                  | 4               | —               | —               | —               | 5               | 7               | 2               |
| 1968 | "Black Velvet Band"                            | —               | —               | —               | —               | —               | —               | —               |
| 1968 | "Whiskey on a Sunday (The Puppet Song)"        | 34              | —               | —               | —               | —               | 75              | 9               |
| 1968 | "The Biplane, Ever More"                       | 50              | —               | —               | —               | —               | 91              | 13              |
| 1968 | "The Rovers Street Song Medley" (Unreleased)   | —               | —               | —               | —               | —               | —               | —               |
| 1969 | "Lily the Pink"                                | 38              | 7               | —               | —               | —               | 113             | 15              |
| 1969 | "Peter Knight"                                 | 98              | —               | —               | —               | —               | —               | —               |
| 1969 | "Did She Mention My Name"                      | —               | —               | —               | —               | —               | —               | —               |
| 1970 | "Rhymes and Reasons"                           | 76              | 11              | —               | 83              | —               | —               | —               |
| 1970 | "Years May Come, Years May Go"                 | 92              | 9               | —               | —               | —               | —               | —               |
| 1972 | "Lord of the Dance"                            | —               | 26              | —               | —               | —               | —               | —               |
| 1973 | "Morningtown Ride"                             | 83              | 39              | —               | —               | —               | —               | —               |
| 1974 | "The Gypsy"                                    | —               | 30              | —               | —               | —               | —               | —               |
| 1980 | "Wasn't That a Party" (como The Rovers)        | 3               | 1               | 9               | 61              | —               | 37              | 46              |
| 1981 | "Mexican Girl"                                 | —               | 6               | 43              | —               | —               | —               | —               |
| 1981 | "Chattanoogie Shoe Shine Boy"                  | —               | 10              | —               | —               | —               | —               | —               |
| 1982 | "Pain in My Past"                              | —               | —               | 39              | —               | —               | —               | —               |
| 1982 | "People Who Read People Magazine"              | —               | —               | —               | —               | —               | —               | —               |
| 1982 | "Grandma Got Run Over by a Reindeer"           | —               | 20              | —               | —               | —               | —               | —               |
| 1985 | "Everybody's Making It Big but Me"             | —               | 10              | 38              | —               | —               | —               | —               |
| 1986 | "Donald Where's Your Troosers?"                | 42              | 10              | 38              | —               | 66              | —               | —               |
| 1989 | "Other Side of the Evening", "Finnegan's Wake" | —               | —               | —               | —               | —               | —               | —               |
| 1989 | "All Sing Together", "Paddy on the Turnpike"   | —               | —               | —               | —               | —               | —               | —               |
| 2012 | "The Titanic"                                  | —               | —               | —               | —               | —               | —               | —               |
| 2012 | "Whores and Hounds"                            | —               | —               | —               | —               | —               | —               | —               |
| 2020 | "The Irish Reggae Band"                        | —               | —               | —               | —               | —               | —               | —               |